# Vitbukig visslare
Vitbukig visslare (Pachycephala leucogastra) är en fågel i familjen visslare inom ordningen tättingar.

## Utbredning och systematik
Vitbukig visslare delas in i tre underarter:
- P. l. leucogastra – förekommer på utmed kusten i sydöstra Nya Guinea (Hall Sound till Port Moresby)
- P. l. meeki – förekommer på Rossel (Louisiadeöarna)

## Status
IUCN kategoriserar arten som livskraftig.